# Carl Friedrich Glasenapp

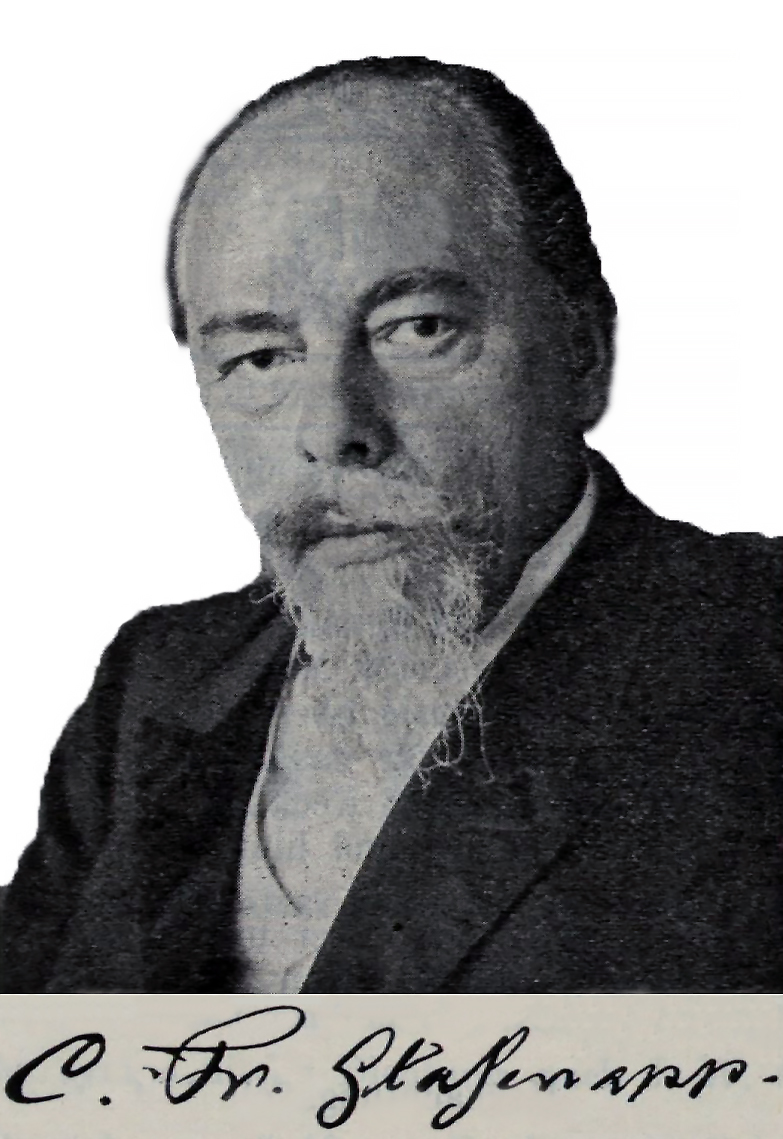
Carl Friedrich Glasenapp (vor 1908)

Carl Friedrich Glasenapp (Карл Фридрих Глазенап, * 21. Septemberjul. / 3. Oktober 1847greg. in Riga; † 14. April 1915 in Riga) war russischer Staatsrat und Wagnerforscher.

## Leben
Carl Friedrich Glasenapp war der Sohn des Kreisschulinspektors Friedrich Glasenapp und seiner Ehefrau Emilie geb. Kuhlmann. Nach dem Besuch des Gouvernement-Gymnasiums in Riga studierte er von 1867 bis 1872 an der Kaiserlichen Universität Dorpat klassische Philologie, Kunstgeschichte und vergleichende Sprachwissenschaft. Er war Mitglied der Baltischen Corporation Fraternitas Rigensis Dorpat. 1873 wurde er als Gymnasiallehrer in Pernau angestellt, wo er 1874 Henriette Rambach, die Tochter des dortigen Justizbürgermeisters Friedrich Rambach heiratete. Von 1875 bis 1904 war er Oberlehrer für deutsche Sprache und Literatur an der Städtischen Töchterschule in Riga. Von 1898 bis 1912 arbeitete er am Polytechnikum Riga als Dozent.
Durch seine philologische Beschäftigung mit den Schriften und der Musik Richard Wagners wurde er häufiger Besucher der Bayreuther Festspiele und Gast im Haus Wahnfried. Dadurch reifte in ihm allmählich der Entschluss, Wagners Leben und Werk zu beschreiben, und so entstand 1877 die erste Wagnerbiografie in zwei Bänden. Zusammen mit dem Publizisten Heinrich Freiherr von Stein gab Carl Friedrich Glasenapp 1883 ein Wagnerlexikon heraus, und 1891 erschien seine zweibändige Wagnerenzyklopädie. Durch den umfangreichen Briefwechsel Richard Wagners wurde eine Neubearbeitung der Biografie von 1877 notwendig, die dann 1911 unter dem Titel „Das Leben Richard Wagners“ veröffentlicht wurde und sechs Bände (3107 S.) umfasste. Sie gilt als Glasenapps Lebenswerk.

## Nachlass
Nach seinem Tod 1915 war sein Nachlass der Grundstock der Richard-Wagner-Gedenkstätte in Bayreuth, die 1924 von seiner Pflegetochter Helena Wallem (1873–1953) gegründet wurde und deren erste Leiterin sie war. Die anliegende Straße erhielt 1927 den Namen Glasenappweg. 1976 wurde die Richard-Wagner-Gedenkstätte aufgelöst, die Bestände und die Bibliothek (inzwischen ca. 11.000 Bände) wurden in das Richard-Wagner-Museum integriert.

## Werke
- Wagner-Encyklopädie. Haupterscheinungen der Kunst- und Kulturgeschichte im Lichte der Anschauung Richard Wagners. In wörtlichen Anführungen aus seinen Schriften dargestellt von C. Fr. Glasenapp.
- Das Leben Richard Wagners. Sechs Bände. Leipzig 1876–1911. Digitale Ausgabe: Band 38 der Kleinen digitalen Bibliothek der Directmedia Publishing, Berlin 2007, ISBN 978-3-89853-338-6.
- Siegfried Wagner und seine Kunst. 3 Bände. Breitkopf & Härtel, Leipzig 1911–1919.
  - Hauptband: Gesammelte Aufsätze über das dramatische Schaffen Siegfried Wagners vom „Bärenhäuter“ bis zum „Banadietrich“. Breitkopf & Härtel, Leipzig 1911, archive.org.
  - Neue Folge Band 1: Schwarzschwanenreich. Breitkopf & Härtel, Leipzig 1913.
  - Neue Folge Band 2: Sonnenflammen. Breitkopf & Härtel, Leipzig 1919.

## Auszeichnungen und Ehrungen
- Ehrenbürger von Bayreuth (1928)
- Verkehrsfläche in Bayreuth ist nach ihm benannt (Glasenappweg)
- 1903 Nominierung zum Nobelpreis für Literatur